# باروری

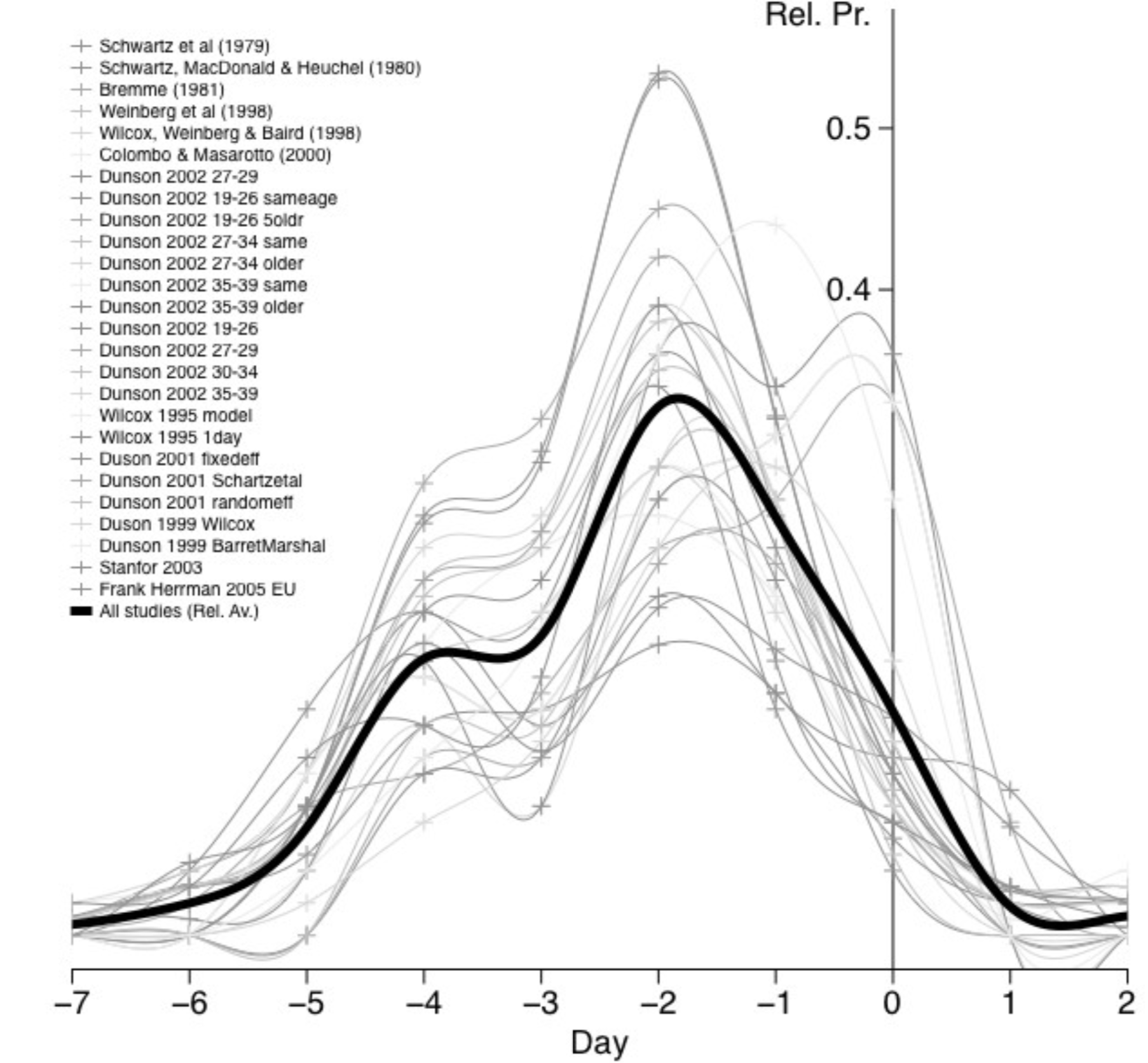
سیکل دوران باروری

باروری (به انگلیسی: Fertility) به توانایی طبیعی تولید مثل گفته می‌شود. میزان کلی باروری به عنوان مقیاسی برای اندازه‌گیری، عدد فرزندان متولدشده به ازای هر جفت، شخص یا جمعیت را نشان می‌دهد. باروری تفاوت دارد با بارآوری که امکان تولید مثل را نشان می‌دهد و به تولید گامت و بارورش و به سرانجام رساندن بارداری وابسته است. ناتوانی در باروری را ناباروری خوانند، درحالی که ناتوانی در بارآوری را سترونی یا نازایی.
باروری در انسان به عواملی چون تغذیه، رفتار جنسی، هم‌خونی، فرهنگ، غریزه، غدد درون‌ریز، زمان‌بندی، وضعیت اقتصادی، روش و سبک زندگی و هیجان‌ها بستگی دارد.

## واژه‌ها
1. ↑  fecundity
2. ↑  fertilization
3. ↑  infertility
4. ↑  sterility